# Capalbio
Capalbio est une commune de la province de Grosseto dans la région Toscane en Italie.

## Histoire
Le château de Capalbio faisait partie de la donation à l'abbaye des saintsAnastasio et Vincenzo alle Tre Fontane en 805 par Charlemagne. Le privilège du pape Alexandre III remonte à 1161, confirmant cette possession de l'abbaye elle-même. Quelques années plus tard, ce sont les Aldobrandeschi qui ont obtenu les terres de Capalbio de l'abbaye en bail, qui à la fin du XIIIe siècle ont été conquises par Orvieto.
Plus tard, Capalbio passa à la république de Sienne, tombant sous la domination des Orsini. Ce fut une période économiquement florissante, au cours de laquelle d'importants travaux furent réalisés et le domaine s'enrichit de murs, de maisons, d'églises et la Rocca aldobrandesca fut achevée, dont la construction avait été commencée par les Aldobrandeschi.
En avril 1555, les troupes espagnoles du prince de Morignano, alliées aux Médicis, conquirent Sienne et en juin, après Porto Ercole et Orbetello, Capalbio tomba également sous la domination des Espagnols. Capalbio a été attribué par l'Espagne à Cosme Ier de Toscane et à partir de ce moment une crise économique et démographique a commencé pour le pays.
Les conditions économiques souffraient d'une stagnation due à divers facteurs dont l'insalubrité des zones marécageuses, l'éloignement du pouvoir central, la position aux frontières de l'État, l'absence d'un réseau routier adéquat et enfin les incursions de l'Empire ottoman. L'air malsain, cependant, était l'un des problèmes les plus graves auxquels toute la Maremme a dû faire face au cours du XVIIe siècle et, en fait, le dépeuplement s'est produit en raison de la malaria.
La dynastie des Médicis conservera sa souveraineté sur le grand-duché de Toscane jusqu'en 1737, date à laquelle, une fois la branche principale éteinte, la succession passera aux ducs de Lorraine. Entre-temps l'État des Présides cessa d'être une possession espagnole pour passer sous la domination des Autrichiens (1707) puis des Bourbons (1736).
Capalbio a perdu son autonomie administrative, depuis que Léopold Ier l'a ajouté à Manciano, et en 1842 Léopold II l'a ajouté à Orbetello, un statut qui durera cent ans. A cette époque, le fléau du brigandage qui terrorisait la Maremme ajouta également à la situation sociale désastreuse.
Après la deuxième guerre d'indépendance, Capalbio passe sous le royaume d'Italie et l'agriculture est encore caractérisée par de vastes propriétés foncières.
En 1952, avec l'application de la réforme agraire, précédée par la création de l'Autorité de la Maremme en 1951, il y eut un développement moderne de l'agriculture et en 1960 Capalbio obtint sa propre autonomie administrative.
Cette commune fut longtemps prisée par des personnalités politiques romaines de gauche pour leurs vacances d'été.

## Administration
| Période                                  | Période  | Identité             | Étiquette | Qualité |
| ---------------------------------------- | -------- | -------------------- | --------- | ------- |
| 14 juin 2004                             | En cours | Lucia Biagi In Galli |           |         |
| Les données manquantes sont à compléter. |          |                      |           |         |

### Hameaux
Borgo Carige, Capalbio Scalo, Chiarone Scalo, Giardino, La Torba, Pescia Fiorentina.

### Communes limitrophes
Manciano, Montalto di Castro, Orbetello

### Zone protégée
- Réserve naturelle du lac de Burano
- Villa romaine de Settefinestre
- Colonie romaine de Cosa

### Architecture militaire
- Forteresse aldobrandesque, un élément de fortification côtière située dans le centre historique.
- Murailles de Capalbio, constitués d'un double mur avec des passerelles à différents niveaux, enferment entièrement le village médiéval , caractérisé par des ruelles flanquées de bâtiments en pierre. Juste à l'extérieur des portes de la ville, se dresse une statue de l'artiste franco-américaine Niki de Saint Phalle, la Nana-Fontaine.
- Tour de Buranaccio, située entre la rive du lac de Burano et la mer, est la tour côtière la plus méridionale de la Toscane .
- Tour de Selva Nera, une structure défensive près de l'extrême bande côtière méridionale du grand-duché de Toscane, C'est la fortification côtière la plus proche de la frontière avec le Latium, qui délimitait à l'origine les territoires grand-ducaux de ceux des États pontificaux.
- Fort de Macchiatonda, situé sur la plage du même nom, est un complexe du XVIIe siècle qui exerçait des fonctions de surveillance le long de la côte sud dd l'État des Présides.

## Culture
- Le Jardin des Tarots (Giardino dei Tarocchi) de Niki de Saint Phalle[3].

## Galerie de photos

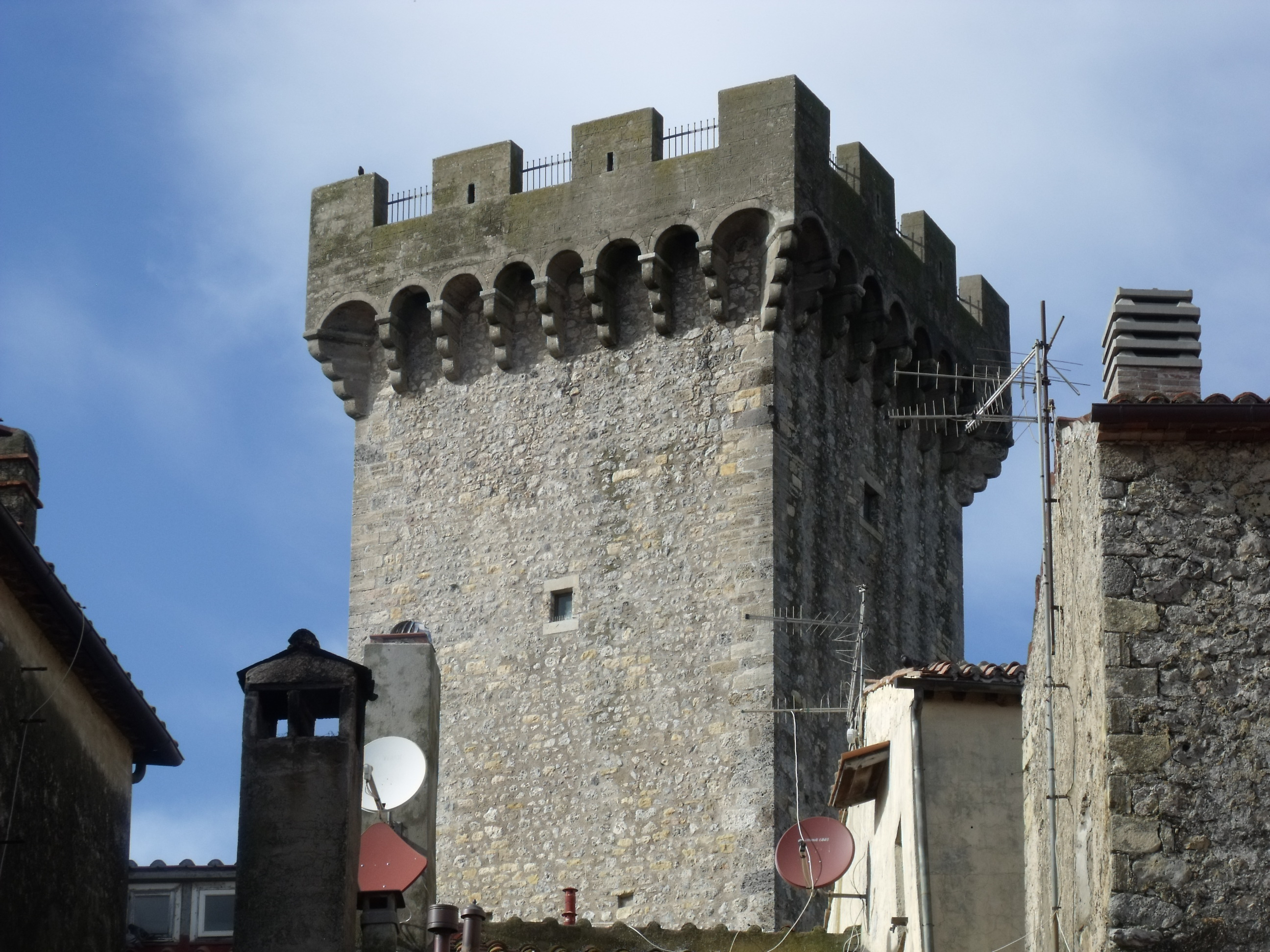
La tour de Capalbio
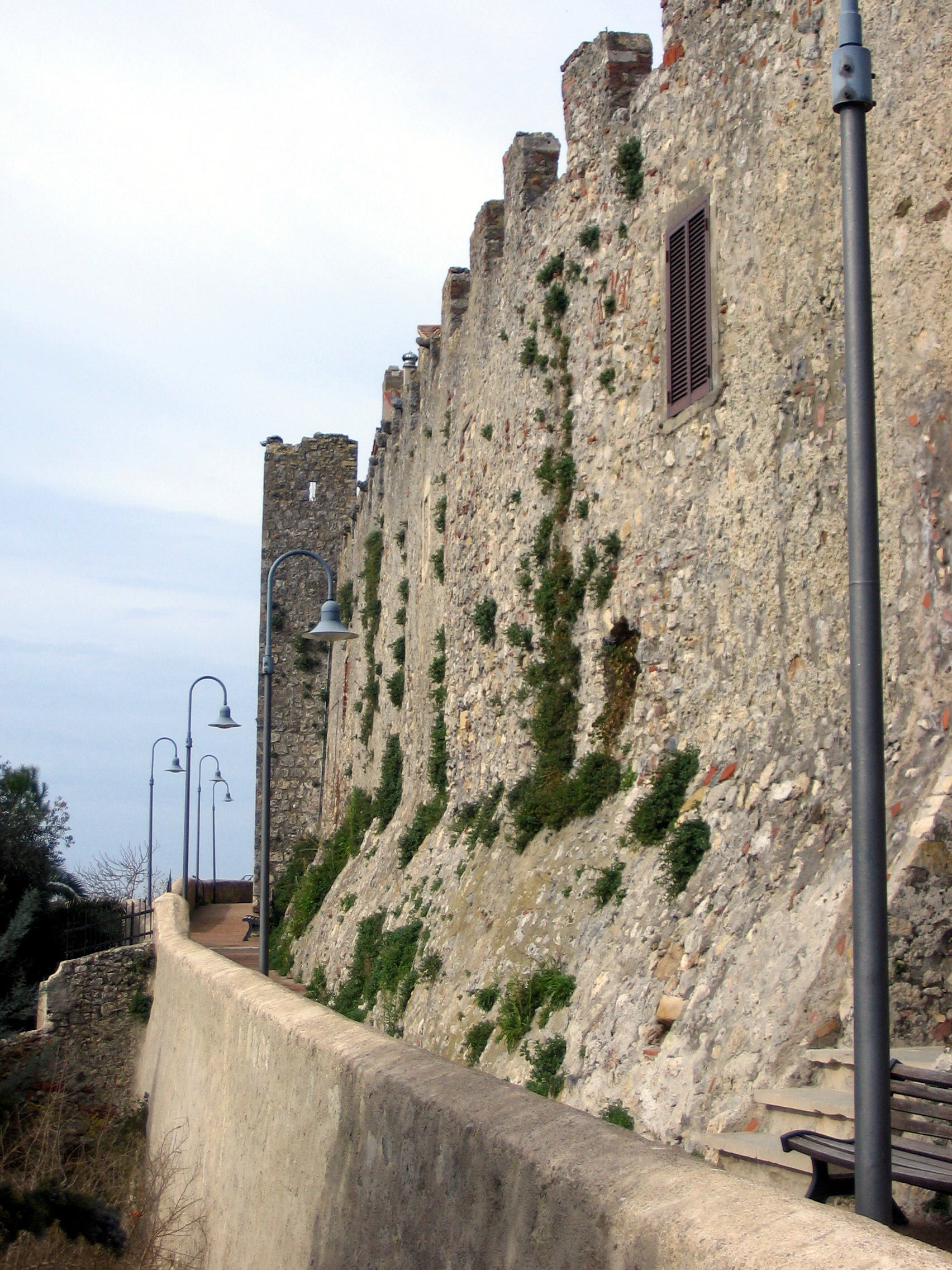
Les remparts de Capalbio
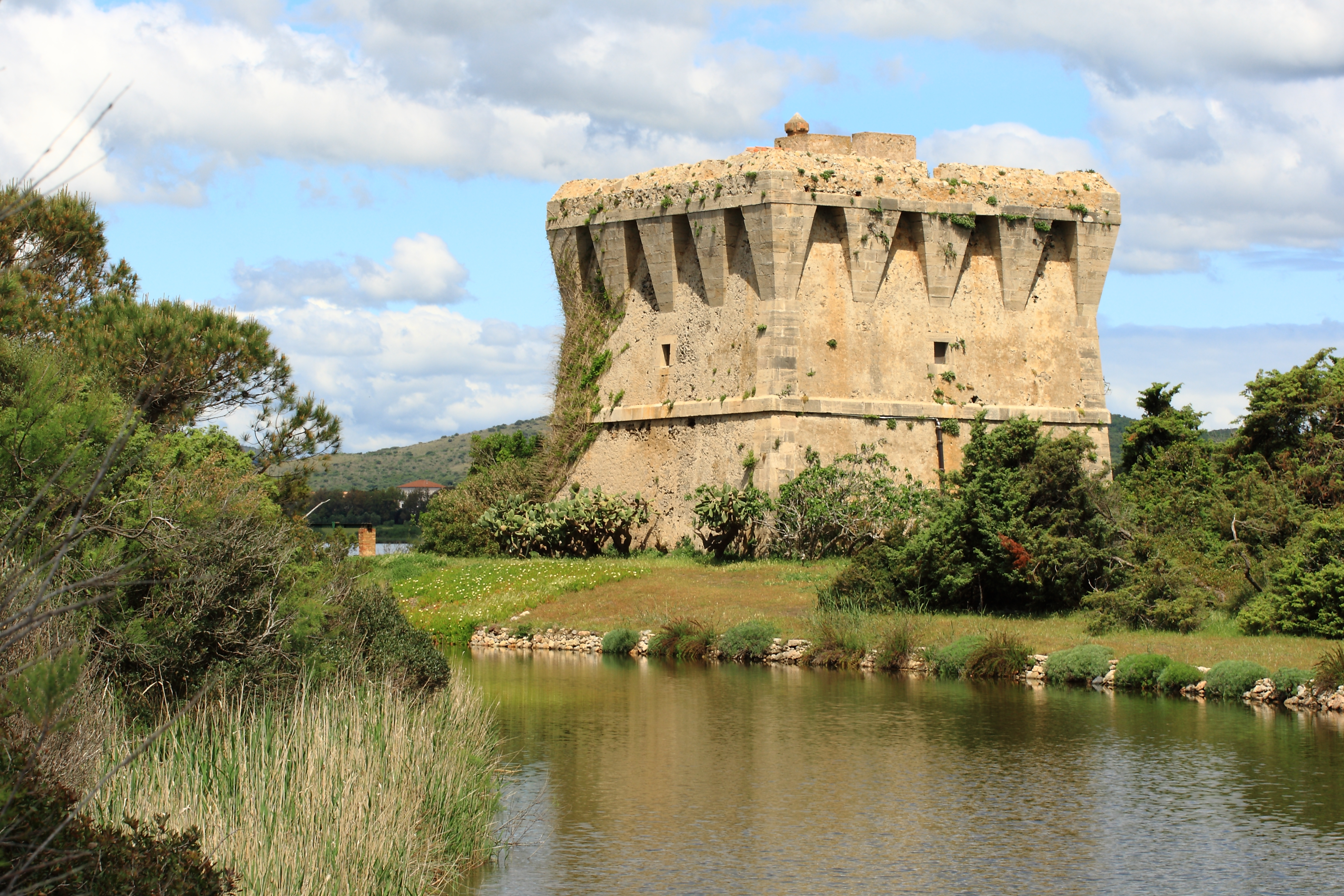
La tour de Buranaccio